# تاکاکی فوجی‌ئدا
تاکاکی فوجی‌ئدا (ژاپنی: 藤定 孝章؛ زادهٔ ۳۰ ژوئیهٔ ۱۹۸۸) یک بازیکن فوتبال اهل ژاپن است.
از باشگاه‌هایی که در آن بازی کرده‌است می‌توان به باشگاه فوتبال فاگیانو اوکایاما اشاره کرد.